# Styr & ställ
Styr & ställ est un système de vélos en libre-service de la ville suédoise de Göteborg inauguré le 10 août 2010. Mis en place par la municipalité suédoise, il est géré par le groupe industriel français JCDecaux et est une déclinaison de son système Cyclocity. Le réseau compte 60 stations et 1000 bicyclettes.
En 2012 est mise en place la possibilité pour les abonnés aux transports en commun Västtrafik d'utiliser leur abonnement pour utiliser le service.
En 2020, l'opérateur Cyclocity est remplacé par Nextbike.